# Hippolyte Panhard
Adrien Hippolyte François Panhard (* 5. Mai 1870 in Hyères, Département Var; † 27. Oktober 1957 in Paris, Frankreich) war ein französischer Unternehmer, Rennfahrer und von 1908 bis 1941 Generaldirektor des Autoherstellers Panhard & Levassor.

## Leben
Hippolyte Panhard war der Sohn des Firmengründers René Panhard. Er begann seine berufliche Laufbahn 1891 in der Verwaltung von Panhard & Levassor und übernahm 1908 nach dem Tod des Vaters die Unternehmensleitung. Ihm folgte 1941 sein Cousin Paul Panhard. Im März/April 1893 unternahm Hippolyte Panhard eine erste touristische Fernfahrt auf der Strecke Paris-Nizza.
Mit seiner Frau Marguerite, geborene Michau, hatte er neun Kinder.

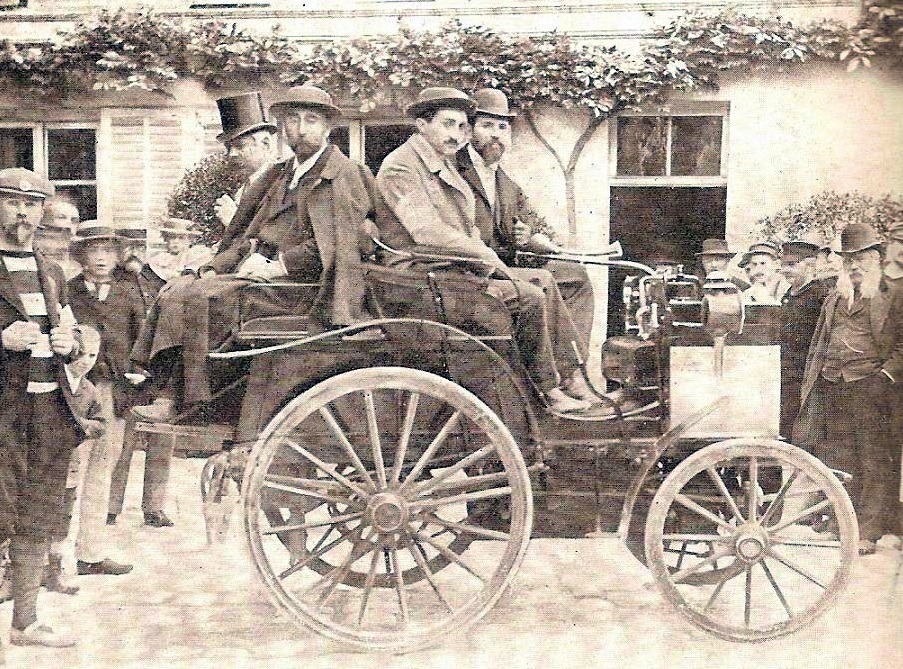
Panhard beim Paris-Rouen Rennen

## Motorsport
| Datum         | Rennen                    | Marke              | Fahrzeug | Position |
| ------------- | ------------------------- | ------------------ | -------- | -------- |
| 22. Juli 1894 | Petit Journal Paris-Rouen | Panhard & Levassor |          | 4.       |

## Sonstiges
Nach Hippolyte Panhard ist in Le Coudray-Montceaux ein Seniorenheim benannt.